# 高雄朝后宮

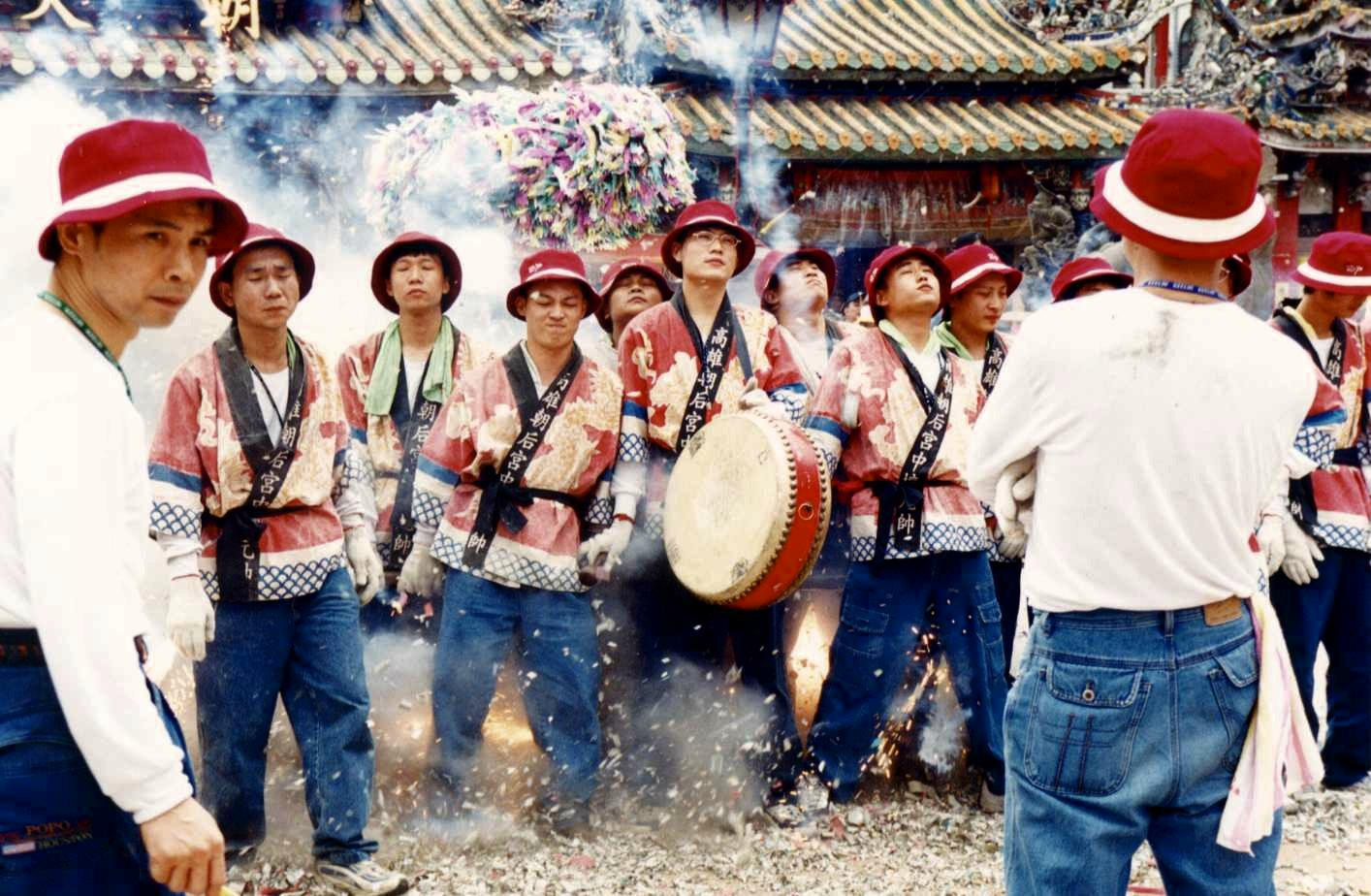
高雄朝后宮中壇元帥神轎吃炮

高雄鹽埕埔朝后宮，主祀天上聖母，分靈自北港朝天宮，每年農曆3月前往祖廟北港朝天宮謁祖進香為其重要宗教活動；並自2003年開始改採徒步方式，從高雄步行到北港朝天宮，沿途經過高雄市、台南市、嘉義縣和雲林縣，來回距離超過三百公里，為南部眾多由北港朝天宮分靈的廟宇中，第一個採用徒步方式進香者，截至2019年止已連續進行17年。
朝后宮的「朝和安媽」與「佳一媽」皆為分靈自北港朝天宮，莊儀團將軍會亦是全國第一個由朝天宮莊儀團分靈的分會，神童團傳自閭山堂神童團，德義堂太祖會亦傳自北港，而朝后宮的報馬仔也是到北港朝天宮所拜師學藝，可以說是高雄一間具有濃濃北港味的媽祖廟。而其傳承自北港朝天宮的神轎吃炮儀式，亦成為朝后宮舉辦進香及遶境遊行活動時的一大特色。

## 沿革
- 1960年代：由旅高雲林同鄉會的信徒自北港朝天宮迎來媽祖神像至高雄發展，每年筊杯選出爐主，將媽祖神像於爐主自宅供奉，並負責媽祖聖誕祝壽活動。
- 1967年：成立「媽祖堂」，開始於每年天上聖母聖誕時以「媽祖堂」名義對外租借場所舉行祝壽典禮。
- 1972年：承租高雄市鹽埕區建國四路314號作為廟堂，自此有了固定的供奉禮拜場所，不用再輪流於爐主自宅供奉。
- 1973年：於媽祖誕辰筊杯裁示，定名為「朝后宮」，同時成立「高雄朝后宮管理委員會」。
- 1974年：加入高雄道教會。
- 1991年：由於租期長達20年的租約將至，房東無意再出租，故成立「高雄朝后宮興建委員會」負責遷建相關事宜。同年成立「高雄朝后宮媽祖慈善會」。
- 1992年：正式遷移至高雄市鹽埕區北斗街6號，並舉行安座大典。
- 1995年：購置隔鄰北斗街8號之屋舍，隔年(1996年)舉行遶境，擴充為兩間屋舍的規模。
- 2002年：向高雄市政府社會局申請成立社團法人組織，正式命名為「社團法人高雄市朝后媽祖慈善會」，以利會務推動。
- 2004年：購置隔鄰北斗街4、7號之屋舍，將廟門朝向高雄港方向，完成第四期建廟計劃暨正殿第一期工程，並舉辦高雄朝后宮擴建轉向落成入火安座大典。
- 2016年：朝后宮正式向主管機關高雄市民政局立案。[4]
- 2017年：高雄朝后宮莊儀團向高雄市政府社會局申請通過，成立「高雄市莊儀團協會」，成為北港朝天宮莊儀團第一個分靈在高雄市經政府立案的分會。

## 組織編制
- 社團法人高雄市朝后媽祖慈善會
- 興建委員會
- 管理委員會
  - 行政組織：包括總幹事、總務組、祭典組、事務組、接待組、交通組、會計組、法律組、祕書處及資訊組等
  - 分會：包括莊儀團將軍會、虎爺會、太子會、神童團、德義堂、太祖會、震威團哨角會及報馬仔等

## 奉祀神明
- 主神：天上聖母
- 觀世音菩薩
- 註生娘娘
- 福德正神
- 千里眼將軍、順風耳將軍
- 中壇元帥
- 虎爺將軍
- 三官大帝
- 五文昌帝君
- 財神爺
- 月老星君
- 大婆姐、二婆姐
- 招財童子、進寶童子

## 重要活動
- 慈善救濟：於每年農曆3月23日媽祖聖誕及7月23日中元普渡後舉辦貧困救助活動，救濟對象除孤兒院、養老院外，尚包含政府登錄之貧困民眾。
- 進香謁祖：由於高雄朝后宮所供奉的媽祖神像是1960年代從北港朝天宮恭迎而來，在每年農曆三月媽祖誕辰之時，廟方皆會號召信眾回到北港朝天宮祖廟參拜。此活動早期是以車輛運輸方式進行，自2003年開始改採徒步方式，同時保留過去遊覽車隊方式進香的傳統，而將隊伍分成徒步主帥轎隊及香擔護駕車隊，並於北港會合一同進入北港朝天宮祖廟參拜。詳情請見高雄朝后宮徒步進香條目。

- 神明生日及重要民俗節日相關活動：詳如下表

| 農 曆        | 神 明 壽 誕                     | 備 註                                                                    |
| ------------ | ------------------------------- | ------------------------------------------------------------------------ |
| 正月初一日   | 大年初一                        | 開春入廟參拜，安太歲、光明燈，祈求闔家平安、事業順利、財源廣進、學業進步 |
| 正月初四日   | 接神,迎財神                     | 擲筊今年頭籤，迎財神                                                     |
| 正月初九日   | 玉皇大天尊高壽                  | 八日夜子時舉辦拜天公，安太歲，消災補運法會                               |
| 正月十五日   | 上元一品賜福天官大帝聖誕        | 舉辦上燈法會，消災補運法會                                               |
| 二月初二日   | 福德正神聖誕                    |                                                                          |
| 二月初三日   | 文昌帝君聖誕                    | 舉行五文昌夫子春秋祭典，由地方上各級學校遴選擔任主祭官                   |
| 二月十九日   | 觀音佛祖佛誕                    |                                                                          |
| 三月廿日     | 註生娘娘聖誕                    |                                                                          |
| 三月廿三日   | 天上聖母聖誕                    | 廿二日夜子時舉行拜天公，祝壽法會，消災補運法會                           |
| 四月初八日   | 千里眼、順風耳將軍聖誕          |                                                                          |
| 四月十四日   | 孚佑帝君聖誕                    |                                                                          |
| 六月初六日   | 虎爺將軍聖誕                    |                                                                          |
| 六月十九日   | 觀音佛祖得道紀念日              |                                                                          |
| 六月廿四日   | 關聖帝君聖誕                    |                                                                          |
| 七月初七日   | 魁星神君聖誕                    |                                                                          |
| 七月十五日   | 中元二品赦罪地官大帝聖誕        | 辦理消災補運法會                                                         |
| 七月十九日   | 值年太歲星君聖誕                |                                                                          |
| 七月廿三日   | 中元普渡                        | 高雄道德院三清太乙宗師率全體法師普渡法會                                 |
| 八月十五日   | 月老星君聖誕                    |                                                                          |
| 九月初九日   | 中壇元帥聖誕 天上聖母飛昇紀念日 |                                                                          |
| 九月十五日   | 朱衣神君聖誕                    | 即朱熹                                                                   |
| 九月十七日   | 賜福財神聖誕                    |                                                                          |
| 九月十九日   | 觀音佛祖出家紀念日              |                                                                          |
| 十月十五日   | 下元三品解厄水官大帝聖誕        | 辦理消災補運法會                                                         |
| 十二月廿四日 | 送神                            | 廿三日夜子時舉辦送神                                                     |

- 其他：

高雄朝后宮往北港朝天宮徒步進香沿途所貼的香條

  - 2011年元宵節，因月老星君託夢，舉辦「偷拔蔥 嫁好尪」活動，邀未婚女性前來許願祈求好姻緣。[5]
  - 2012年元旦，高雄佛光山佛陀紀念館落成系列慶祝活動最後一天，高雄朝后宮本尊護法神明到佛陀紀念館禮敬朝拜佛陀[6]。

## 外部連結
- 高雄朝后宮媽祖廟全球資訊網[]
- 高雄鹽埕埔朝后宮FB粉絲團
- 中央研究院文化資源地理資訊系統：朝后宮介紹網頁 （页面存档备份，存于）